# Iserlohn Kangaroos
El Iserlohn Kangaroos es un equipo de baloncesto alemán con sede en la ciudad de Iserlohn, que compite en la ProB, la tercera división de su país. Disputa sus partidos en el Matthias-Grothe-Halle, con capacidad para 1412 espectadores.

## Historia
En 1955, el Ski Club Iserlohn estableció una sección de baloncesto para el club, la cual doce años después pasó a denominarse TuS Iserlohn. en el año 1972 lograron su primer ascenso a categoría nacional, la ProB.
En la temporada 2007-2008, tras varios años en competición nacional, descendieron a la Regionalliga, donde pasaron seis temporadas hasta recuperar su puesto en la ProB.

## Trayectoria
| Temporada | Nivel | Liga         | Pos. | Resultado        |
| --------- | ----- | ------------ | ---- | ---------------- |
| 2007-08   | 3     | ProB         | 14   | Descenso         |
| 2008-09   | 4     | Regionalliga | 3º   |                  |
| 2009-10   | 4     | Regionalliga | 6º   |                  |
| 2010-11   | 4     | Regionalliga | 10º  |                  |
| 2011-12   | 4     | Regionalliga | 3º   | Octavos de final |
| 2012-13   | 4     | Regionalliga | 2º   |                  |
| 2013-14   | 4     | Regionalliga | 1º   | AscensoCampeón   |
| 2014–15   | 3     | ProB         | 1º   | Semifinales      |
| 2015–16   | 3     | ProB         | 1º   | Cuartos de final |
| 2016–17   | 3     | ProB         | 4º   | Cuartos de final |
| 2017-18   | 3     | ProB         | 4º   | Semifinales      |